# ヤマシタワークス
株式会社ヤマシタワークス（英: Yamashita works Co., Ltd.）は、日本、タイなどに拠点を置くAERO LAP製造販売および自動車金型部品・製薬錠剤用金型製造販売メーカーである。

## 概要
金属鏡面加工装置AERO LAP（商標第4264335号）を開発し特許3927812号（投射装置）・特許第3376334号（研磨材）を取得。湿式の研磨材を金属に投射させることにより鏡面に仕上げる。　1)山下　健治，倉谷　吾郎，北嶋　弘一：エアロラップ法による表面仕上げとマイクロバリの除去加工，砥粒加工学会誌，vol．55，No.10，(2011)，575　2)山下　健治：エアロラップ法による鏡面研磨加工技術，最新機械機器要素技術，(2008)，614　3)中込　敏夫：義歯床粘膜面の研磨を定義する，歯科技工，vol.40，no.7，(2012)，723　などにより、磨き業界に『エアロラップ法』と新たな磨き方法を定義付けた企業である。

## 受賞歴
- 2000年 阪神ものづくりリーディングカンパニー認証
- 2003年 尼崎信用金庫賞 (技術部門)
- 2003年 型技術者会議 論文奨励賞受賞
- 2005年 関西ニュービジネス創業部門賞受賞
- 2006年 経済産業省より「元気なモノ作り中小企業300社｣に選定
- 2007年 ものづくり日本大賞・優秀賞受賞
- 2007年 砥粒加工学会技術賞受賞
- 2008年 日本発明大賞・本賞受賞
- 2009年 文部科学大臣賞 科学賞・技術部門受賞
- 2011年 優秀発明賞受賞
- 2013年 第三十二回優秀発明賞受賞
- 2013年 兵庫県科学賞
- 2014年 ひょうご仕事と生活のバランス企業表彰
- 2016年 黄綬褒章
- 2016年 優良法人表彰受賞
- 2017年 ひょうごNo.1ものづくり大賞受賞
- 2017年 産業振興功労受賞
- 2017年 兵庫県優良企業表彰受賞
- 2018年 経済産業省・地域未来牽引企業選定
- 2018年 産業功労者表彰受賞
- 2022年 尼崎優良技術企業選定
- 2022年 ひょうごオンリーワン企業選定
- 2022年 近畿地方発明表彰・発明奨励賞受賞
- 2023年 プラチナ成長企業認定
- 2023年 ユースエール認定企業認定

## 歴史
- 1986年 研磨作業下請として創業
- 1988年 自社工場を持ち、金型製造に進出
- 1989年 株式会社法人設立
- 1995年  医薬品用金型製造に進出・AERO LAP装置を開発
- 1996年  AERO LAP工場を新設
- 2000年 高硬度耐腐食性の新素材を開発
- 2001年 11月に本社を尼崎市次屋に移転
- 2008年 9月に本社を現住所に移転
- 2014年 9月に子会社有限会社グローイン、株式会社Gテックを尼崎市西長洲に移転
- 2019年 7月に子会社株式会社Gテックを伊丹市北園に移転
- 2020年 5月にタイ工場 Asia Yamashita Works Co.,Ltd. をバンボーに移転

## 製品
- 金属鏡面加工装置 AERO LAP
- 自動車 特殊鋼材金型部品、超硬合金金型部品
- 製薬 錠剤用杵・臼、誤飲防止PTPシート